# Castelul Blomberg
Castelul Blomberg (cod LMI MM-II-m-B-04578) este situat în nordul Transilvaniei, județul Maramureș, comuna Gârdani, pe malul drept al râului Someș. Construcția a fost edificată între anii 1780–1820 de către familia Blomberg.
Contele Blomberg, general de prim rang în armata Imperiului Habsburgic, primește în proprietate din partea Împăratului Joseph al II-lea, descendentul Împărătesei Maria Teresa un domeniu impresionant întins pe câteva mii de hectare, pe malul Someșului. Domeniul cuprindea atât teren arabil din Lunca Someșului, cât și păduri de foioase.
Astăzi, Domeniul „Castelul Blomberg” se întinde pe o suprafață de 4,5 hectare de teren având construcții totalizând peste 4000 mp suprafață desfășurată. Proprietatea a fost retrocedată către urmașii familiei Blomberg în anul 2011 și vândută în 2015.
Ansamblul „Castelul Blomberg” are în componența sa un arbore Ginkgo biloba, a cărui vârstă depășește 200 de ani, inclus de către Academia Română în lista monumentelor naturii.